# ダニエル・アラルコン
ダニエル・アラルコン（Daniel Alarcón、1977年5月5日 - ) はアメリカの作家、ジャーナリストである。サンフランシスコ在住。現在、コロンビア大学ジャーナリズム大学院で教鞭を執っている。

## 経歴
(https://www.shinchosha.co.jp/writer/4388/)
ペルーの首都リマに生まれ、3歳で渡米。
コロンビア大学で文化人類学を、アイオワ大学で創作を学び、英語とスペイン語で執筆する。
初長篇『ロスト・シティ・レディオ』は各紙誌で激賞され、PEN/USA賞などを受賞。
第二長篇となる『夜、僕らは輪になって歩く』はPEN/フォークナー賞の最終候補作となった。
グランタ誌およびニューヨーカー誌は、最も優秀な若手アメリカ作家の一人として彼の名を挙げている。

## 邦訳作品
- 『ロスト・シティ・レディオ』藤井光 訳、新潮社、新潮クレスト・ブックス、2012年1月

- 『夜、僕らは輪になって歩く』藤井光 訳、新潮社、新潮クレスト・ブックス、2016年1月

## 作品

### 長編小説
- Lost City Radio (2007)
- At Night We Walk in Circles (Riverhead Books, 2013)

### 短編集
- War by Candlelight: Stories (2005)
- The King Is Always Above the People
- El Rey siempre está por encima del pueblo Editorial Sexto Piso, Mexico City, Mexico, 2009